# Craigmont
Craigmont est une ville américaine située dans le comté de Lewis en Idaho.
Craigmont est une ville agricole fondée en 1898 sous le nom de Chicago, après l'ouverture à la colonisation de la réserve des Nez-Percés. En raison de problèmes de courrier avec Chicago dans l'Illinois, la ville prend le nom d'Ilo. En 1907, le Camas Prairie Railroad (en) est ouvert, mais le chemin de fer passe à un mille de la ville sous l'impulsion de John P. Vollmer. Deux villes concurrentes sont alors fondées de chaque côté de la voie ferrée, Ilo et Vollmer. Les villes fusionnent en 1920 et deviennent Craigmont, en l'honneur du pionnier William Craig.

## Démographie
| 1930 | 1940 | 1950 | 1960 | 1970 | 1980 |
| ---- | ---- | ---- | ---- | ---- | ---- |
| 496  | 528  | 594  | 703  | 554  | 617  |

| 1990 | 2000 | 2010 | - | - | - |
| ---- | ---- | ---- | - | - | - |
| 542  | 556  | 501  | - | - | - |

Selon le recensement de 2010, Craigmont compte 501 habitants. La municipalité s'étend alors sur une superficie de 0,76 mille carré (1,97 km2).